# Yelleu
Yelleu  è una città e sottoprefettura della Costa d'Avorio appartenente al dipartimento di Zouan-Hounien. Conta una popolazione di 11 203 abitanti (censimento 2014).